# Służewo
Służewo è un villaggio nel comune rurale di Aleksandrów Kujawski, all'interno del Distretto di Aleksandrów Kujawski nel Voivodato della Cuiavia-Pomerania, in Polonia centro-settentrionale.
E' 4 km a sud-est di Aleksandrów Kujawski e 21 km a sud di Toruń.
Il villaggio ha 1 180 abitanti.
È presente una chiesa, dedicata a San Giovanni Battista.